# کارمان تمام شده؟
کارمان تمام شده؟ (به انگلیسی: Are We Done Yet) فیلمی است محصول سال ۲۰۰۷ و به کارگردانی استیو کار است. این فیلم دنباله فیلم بالاخره رسیدیم؟ است. در این فیلم بازیگرانی همچون آیس کیوب، نیا لانگ، آلیشا الن، فیلیپ دنیل بولدن، جان کریستوفر مک‌گینلی، پدرو میگوئل آرسی، تاج ماوری، لیندا کش، هیز مک‌آرتور، جاناتان کتز، مجیک جانسون ایفای نقش کرده‌اند.این فیلم دنباله فیلم بالاخره رسیدیم؟ است.